# Orós (kommun)
Orós är en kommun i Brasilien.   Den ligger i delstaten Ceará, i den östra delen av landet, 1 400 km nordost om huvudstaden Brasília. Antalet invånare är 21 392.
Följande samhällen finns i Orós:
- Orós

Omgivningarna runt Orós är huvudsakligen savann. Runt Orós är det ganska glesbefolkat, med 42 invånare per kvadratkilometer.